# Rhapsodie/Er hatte blaue Augen
Rhapsodie/Er hatte blaue Augen è un 45 giri della cantante italiana Mina, pubblicato in Germania dalla Polydor nel 1964.

## Tracce
Lato A
1. Rhapsodie (Rapsodie) – 2:21 (testo: Kurt Feltz – musica: Werner Scharfenberger)

Lato B
1. Er hatte blaue Augen – 2:52 (testo: Kurt Feltz – musica: Werner Scharfenberger)

## Curiosità
Stampato anche in versione promozionale, il 45 giri è stato distribuito solo sul mercato tedesco e fa parte della discografia straniera dell'artista.
- Rhapsodie

Brano composto dal maestro Werner Scharfenberger con il testo di Kurt Feltz (gli stessi di Heißer Sand).
Mina ha inciso il pezzo anche in italiano con il testo di Alberto Testa.
- Er hatte blaue Augen

Altro pezzo di Werner Scharfenberger, ma con testo di Peter Moesser.
Mai pubblicato in Italia o cantato in italiano da Mina.
Tutti le canzoni composte da Werner Scharfenberger e incise da Mina, sono reperibili nella raccolta Heisser Sand, pubblicata su CD in Germania nel 1996.

## Versioni Tracce
- Rhapsodie

in italiano Rapsodie, vedi Mina N°7 e Rapsodie (Rhapsodie)/Amore di tabacco